# Leon Henkin
Leon Albert Henkin (Brooklyn, New York,  1921. április 19. – Oakland, Kalifornia, 2006. november 1.) amerikai matematikus.
A BA fokozatot a Columbia Egyetemen szerezte matematikából és filozófiából (1941), az MA fokozatot a Princetoni Egyetemen (1942), és ugyanott kapta a PhD-t is, 1947-ben, Alonzo Church témavezetésével. 1942 és 1946 között az USA hadseregében szolgált. 1949 és 1953 között a University of Southern Californián, haláláig a Kaliforniai Egyetem matematika tanszékén maradt Berkeleyben, nyugdíjazása után, mint Emeritus Professor. Megbízott tanszékvezető illetve tanszékvezető (1966–1968, 1983–1985). Az Association for Symbolic Logic elnöke (1962-1964).
Elsősorban matematikai logikával foglalkozott; legismertebb eredménye a „Henkin-féle teljesség” bizonyítása, mely az elsőrendű logika hagyományos rendszereinek szemantikai teljességének egy bizonyítása.
Eredménye, már ami a tétel bizonyítottságát illeti, nem új – elsőként Kurt Gödel adott egy bizonyítást 1929-ben befejezett doktori disszertációjában (ld. Gödel teljességi tétele). Gödel 1930-ban is közreadott egy újabb bizonyítást. Henkin módszere egyszerűbb, átláthatóbb, így megjelenése után elterjedtebbé vált.
Henkin bizonyítása nem konstruktív, (egy úgynevezett tiszta egzisztenciabizonyítás): ugyan belátja, hogy amennyiben egy α mondat s (szemantikai) következménye a Σ mondathalmaznak, akkor létezik α-nak egy levezetése Σ-ból, de nem szól arról, hogy ez a bizonyítás konkrétan hogyan adható meg. Tehát, nagy vonalakban arról van szó, hogy ha az elsőrendű logika egy következtetése helyes, akkor formálisan le is lehet vezetni a helyességét.
További eredményei: sikerült a Löwenheim–Skolem-tételt kiterjesztenie elsőrendűnél magasabb rendű kalkulusokra is.

## Díjai
- Chauvenet Prize, MAA (Mathematical Association of America), (1964)
- Gung-Hu Award, MAA (1990) (a díj első kitüntetettje: „Few individuals of our era have had a gretaer impact on the health of American mathematics than has Leon Henkin.”)

## Emlékét őrzi
- Leon Henkin Citation for Distinguished Service (Kaliforniai Berkeley Egyetem)

## Művei
- 1949 : „The Completeness of the First-Order Functional Calculus”, Journal of Symbolic Logic. 14. kötet, 159–166. old.
- 1950 : „Completeness in the theory of types”, Journal of Symbolic Logic. 15. kötet, 81–91. old.
- 1953 : „Some notes on nominalism”, Journal of Symbolic Logic. 18. kötet, 19–29. old.